# Ҕ
Ҕ ҕ (itálico: Ҕ ҕ) é uma letra da escrita cirílica que se faz o som /ɣ/.